# Enric Reig i Casanova
Enric Reig i Casanova (1859 - 1927) fou un cardenal valencià que ocupà el bisbat de Barcelona i els arquebisbats de València i el Primat de Toledo.

## Inicis
Nascut a Agullent, a la Vall d'Albaida, el 20 de gener de 1859. Cursà el batxillerat a l'institut de Xàtiva. A València, estudià simultàniament Dret, que acabà el 1880, i Teologia al Seminari. En acabar la carrera de Dret, abandonà el Seminari per a exercir d'advocat i es va casar. Però la seva esposa va morir de còlera l'any 1885. Aquesta tragèdia el va convèncer a reprendre els seus estudis eclesiàstics i el 1886 fou ordenat sacerdot. Va passar a exercir la càtedra d'Història Eclesiàstica al Seminari d'Almeria i, d'allí va anar desplaçat a Mallorca on ocupà els càrrecs de secretari de cambra i govern i de provisor i vicari general.
El 1896 esdevingué canonge de la catedral de Palma. El 1900 es traslladà a Toledo per fer-se càrrec de la plaça de Sociologia del Seminari. Allí obtingué el títol d'ardiaca de la catedral i el d'auditor del Tribunal de la Rota. En aquesta època va fundar la Revista Parroquial, punt de partida dels actuals Fulls Parroquials. Va dirigir Paz Social, fou rector de l'Acadèmia Universitària Catòlica i president del Centre d'Unió Apostòlica. Exercí d'assessor de la Casa de Sindicats Obrers de Madrid i de professor a l'Escola Superior de Magisteri.

## Bisbe de Barcelona
El maig de 1914 va ser ordenat bisbe de Barcelona. Durant el seu mandat va impulsar l'Acció Catòlica i va promoure la construcció de l'església de Sant Josep Oriol i la creació de la seva parròquia. Va organitzar, el 1915 a Montserrat, un Congrés Litúrgic Regional, inaugurà el Museu Arqueològic Diocesà i va fundar l'Acció Popular. Quan el 1917 el papa Benet XV va promulgar el Codi de Dret Canònic, el bisbe Reig va visitar totes les parròquies de la diòcesi per informar i enroratjar l'aplicació de les noves normes. El 1918 organitzà i presidí les festes del VII Centenari de l'Orde de la Mercè. Va renovar profundament el seminari diocesà i les normes de funcionament del capítol de la catedral.

## Arquebisbe de València
El 1920, fou ascendit a arquebisbe de València. Va continuar amb la seva activitat social, va organitzar la coronació de la Verge dels Desamparats i va fundar el Museu Arqueològic Diocesà.

## Cardenal i Arquebisbe Primat de Toledo
L'11 de desembre de 1922 fou creat cardenal del títol de S. Pietro in Montorio pel papa Pius XI. Tres dies més tard, el 14 de desembre fou elevat a arquebisbe primat de Toledo.
A Toledo va organitzar, el 1926, el Tercer Congrés Eucarístic Espanyol, va fundar el Seminari menor i va reformar la Universitat Pontificia. Va celebrar una assemblea nacional de premsa catòlica i assemblees eucarístiques a Guadalajara i Talavera de la Reina.
Va morir prematurament el 27 d'agost de 1927 a Toledo, als 68 anys, després de més d'un any de malaltia.
Les ciutats de Barcelona i de València li dedicaren sengles carrers.